# Macrura (zoología)

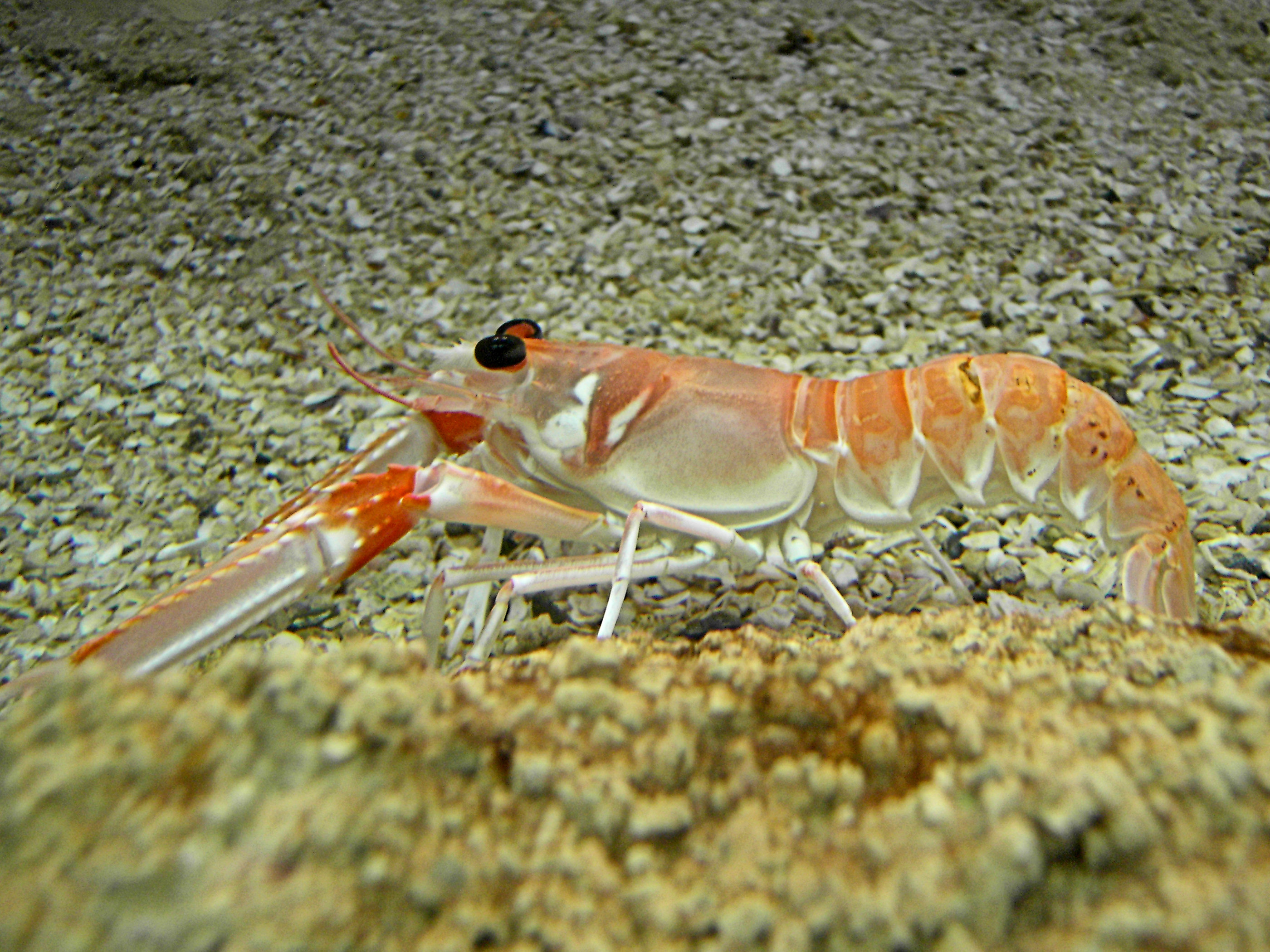
Cigala (Nephrops norvegicus).

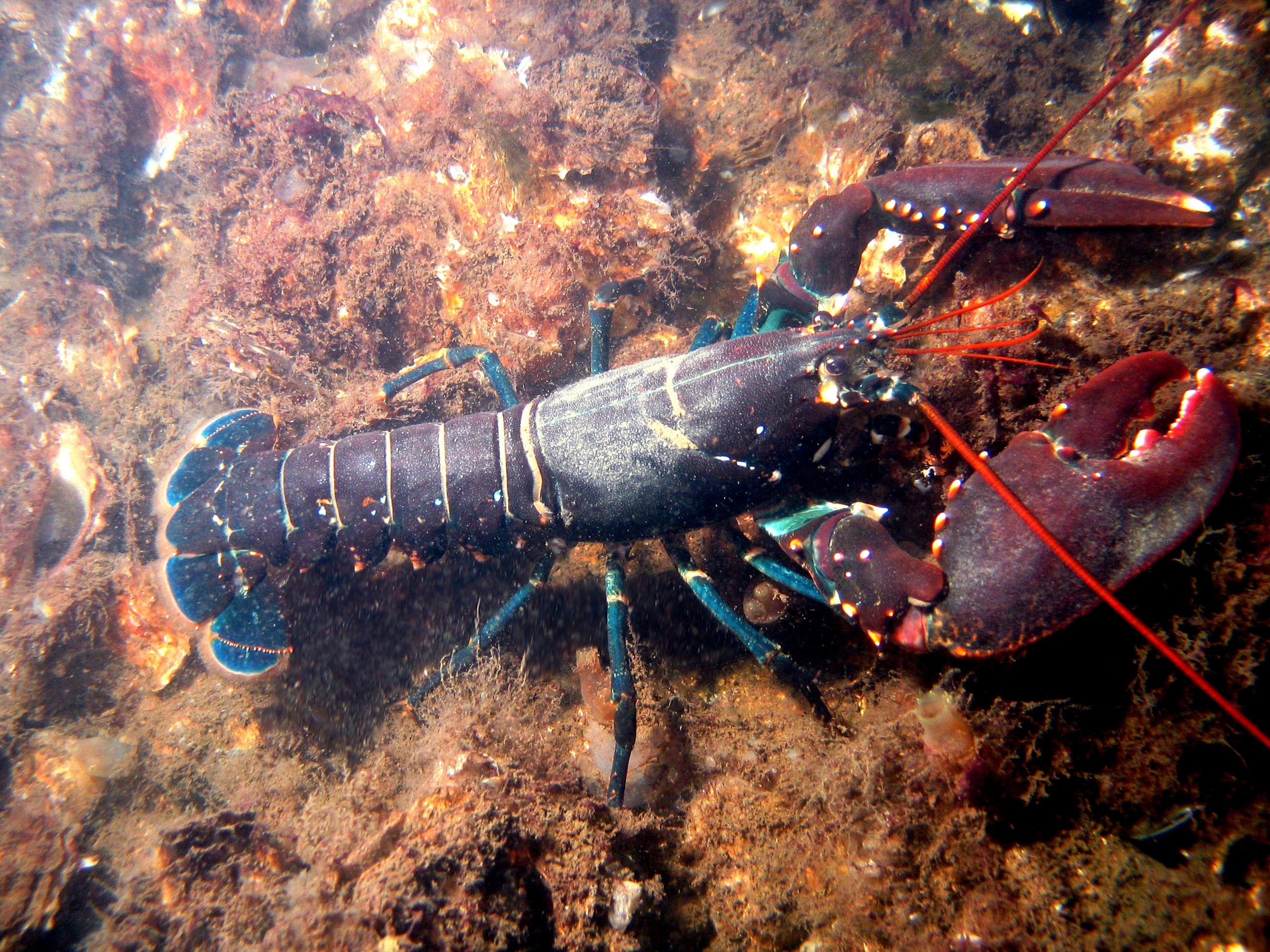
Bogavante (Homarus gammarus).

Los macruros (Macrura) eran los miembros de una antigua subdivisión de los crustáceos decápodos, fundada por Milne-Edwards, hoy sin validez taxonómica, en oposición a la otra, la de los Brachyura esta sí válida en la actualidad: es un infraorden del suborden de los Pleocyemata.
El orden de los crustáceos, de la clase de los malacostráceos (Malacostraca), "los de concha blanda" (el nombre es engañoso, ya que la concha o caparazón de estos animales es blanda solo inmediatamente después de la muda o ecdisis, y el resto del tiempo es generalmente dura. fue creada por Pierre André Latreille (1762-1833) en 1802.  
Tradicionalmente este orden se dividía en los dos grupos antecitados, creados por Milne-Edwards, macruros, que comprendía las especies caracterizadas por tener el abdomen alargado, bien desarrollado, acabado en una pieza caudal formada a su vez por una central denominada telson y dos urópodos, como el bogavante, la langosta o la cigala, y braquiuros, que recogía los individuos de abdomen corto y a menudo replegado bajo el cefalotórax, como el centollo, el buey de mar o la nécora.
También en otros tiempos los decápodos de habían clasificado en dos subórdenes llamados Natantia, o decápodos nadadores, y Reptantia, o decápodos marchadores (Boas). 
Pero en la actualidad se dividen en otros dos subórdenes, basados en la morfología de las branquias: 
- Dendrobranchiata Bate, 1888
- Pleocyemata Burkenroad, 1963

con un género incertae sedis, Charassocarcinus Van Straelen, 1925.

### Otros artículos
- Crustacea
- Brachyura